# Sri Ganapati Sachchidananda Ashrama
Sri Ganapati Sachchidananda Ashrama – najważniejszy aśram awadhuta Parama Pudźa Śri Ganapati Satćidanandy Swamidźiego, wzniesiony w Mysore w stanie Karnataka w Indiach.

## Założyciel
Aśram powstał jako kolejna siedziba Parama Pudźa Śri Ganapati Satćidanandy Swamidźiego. Swamidźi urodził się w 1942 roku. Pierwszym jego guru była dla niego matka, a po jej śmierci został uczniem Awadhuta Guru. Naucza elementów bhakti, hathajogi, doktryny o brahmanie. Propaguje bhadźany Miry Bai i Tukarama, które co niedzielę są śpiewane w kilku południowoindyjskich językach.

## Historia
Aśram Sri Ganapati Sachchidananda Ashrama otwarty został 6 czerwca 1966 roku.

## Obiekty kultu

### Rzeźby
- Mulikeśwara – forma Dhanwantariego
- Dattatreja
- Nandin – byk Śiwy
- Śiwa

### Świątynie
- Dattatrei
- Śiwy
- Lakszmi Narasimhy
- Ganapati
- Wiśalakszmi.

### The Universal Prayer Hall
Kryta aula Nada Mantapam mieszcząca kilkaset osób służy cotygodniowym niedzielnym koncertom Swamidźiego. Wtedy bhadźany Miry Bai i Tukarama, śpiewane są w kilku południowoindyjskich językach.
Hala posiada kolorowe figury kilkunastu hinduistycznych bóstw o wysokości człowieka.

## Obiekty infrastruktury
- Biura aśramowe: budynek Vasishtha Karyalaya

- Muzeum

Niecodzienną atrakcją jest dwupiętrowe Vishwam Museum. Wstęp jest płatny. Ekspozycje podzielone są geograficznie i według kryterium wyznaniowego. Gabloty zawierają dzieła sztuki i pamiątki z poszczególnych krajów, lub dotyczą dominacji religijnych świata. Zwiedzającego zachwyca rozmiar okazów i rozległość kolekcji geologicznych.
Godziny otwarcia: 9:00-11:30, 16:00-19:30.
- Roślinność

Teren aśramu posiada zadbaną roślinność południowoindyjską, oraz:
Ogród drzew bonsai
Ogród kaktusów

## Obiekty przyległe
Z terenem aśramu sąsiaduje: Avadhoota Datta Peetam i południowoindyjski Ćamundi Mandir.

## Harmonogram dnia
Codzienne odprawiane są pudźe do:
- Śiwy
- Śri Radża Radźeśwari
- Dattatrei
- Śri Lakszmi Narasimha
- Śri Ćakry

## Kalendarz świąt i rocznic
W sposób szczególnie uroczysty obchodzi się corocznie następujące święta:
- Mahaśiwaratri
- Rocznicę urodzin Swamidźiego
- Nawaratri
- Datta Dźajanti